# 벽돌

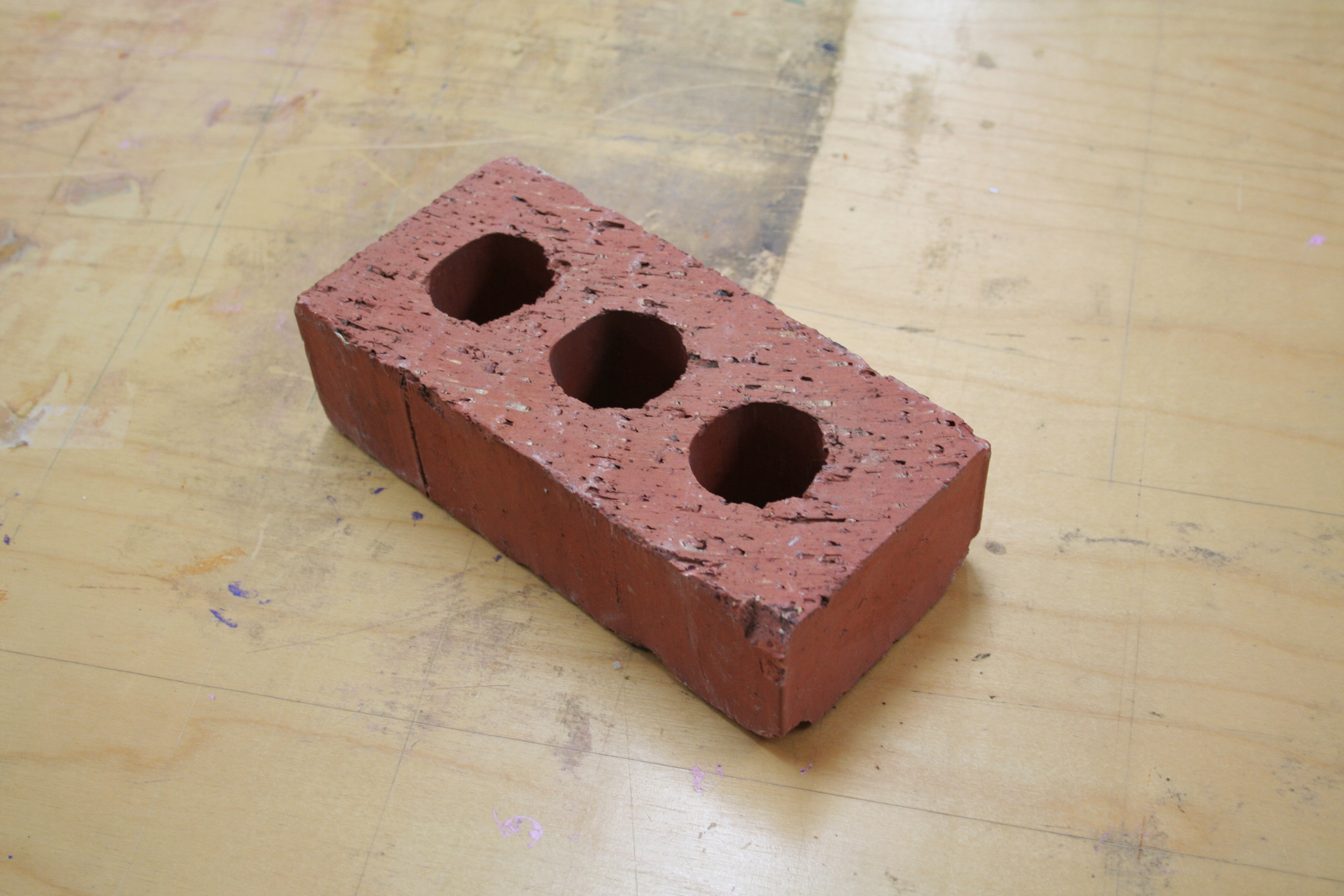
벽돌 한 장의 모습.

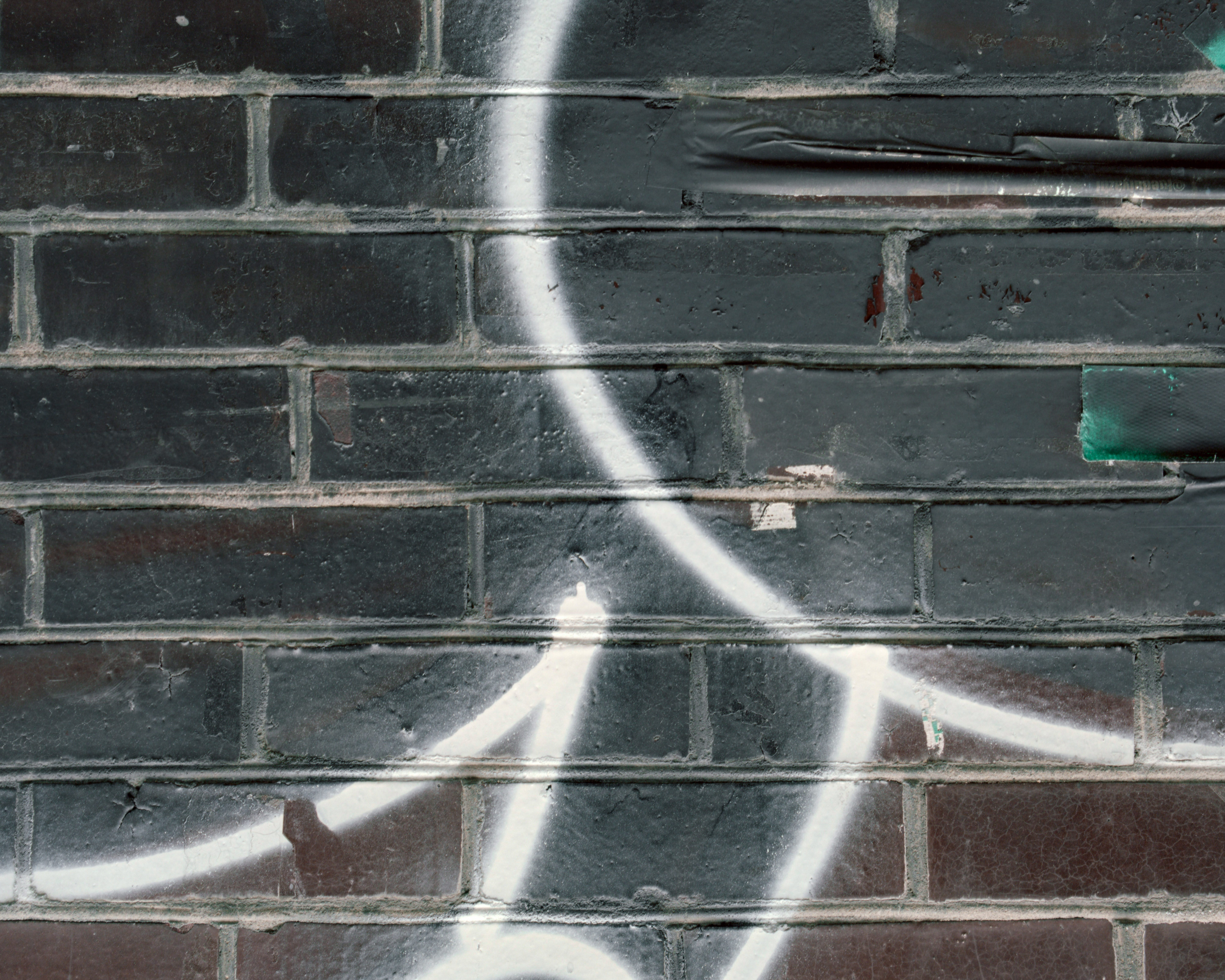
벽돌로 쌓아 올려진 벽

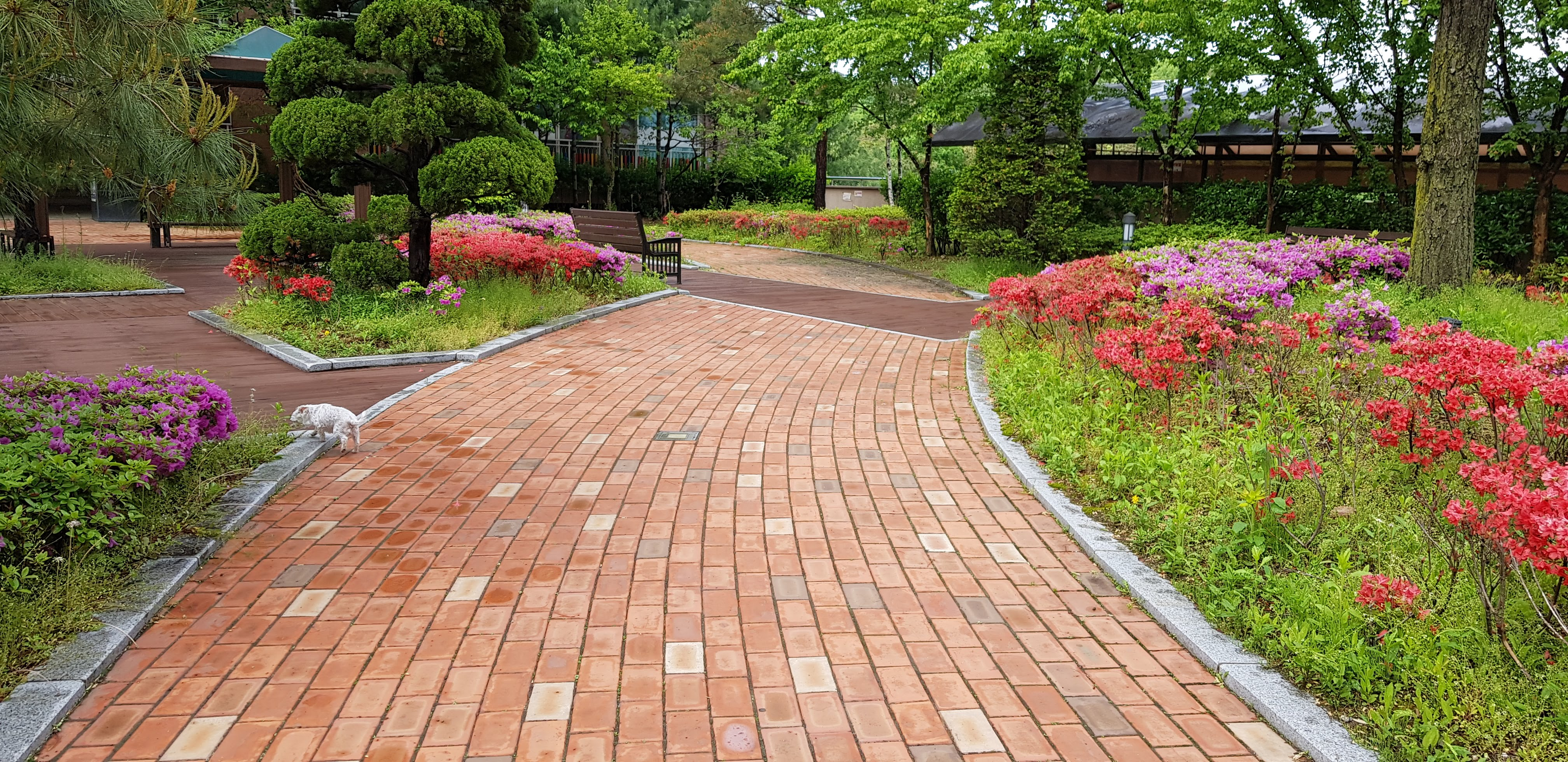
벽돌로 포장된 도보길의 모습.

벽돌(영어: Brick)은 점토와 셰일을 주원료로 하여 높은 온도에서 구워 낸 건축 재료를 말한다. 크게 보통 벽돌과 내화 벽돌로 나뉜다. 보통 벽돌은 주로 건물 외벽을 쌓는 데 사용하며, 바닥에 사용하기도 한다. 내화 벽돌은 1,100 ~ 2,000 °C의 고온이나 화학적, 물리적 손상, 심한 날씨 변화에도 견딜 수 있는 벽돌로 용광로, 굴뚝을 비롯하여 다양하게 사용된다.

## 벽돌의 역사
인류 최초의 벽돌을 굽기 시작한 기록은 성경 창세기 11장에 나온다. 창세기 11장 3절에 보면 벽돌을 만들어 견고히 구어서 역청으로 발라서 성과 대를 지은 것을 알 수 있다. 바벨탑의 재료이며 지금도 이라크(바벨론)에 남아있는 지구라트가 바로 역청을 발랐던 벽돌이 구조물이다.

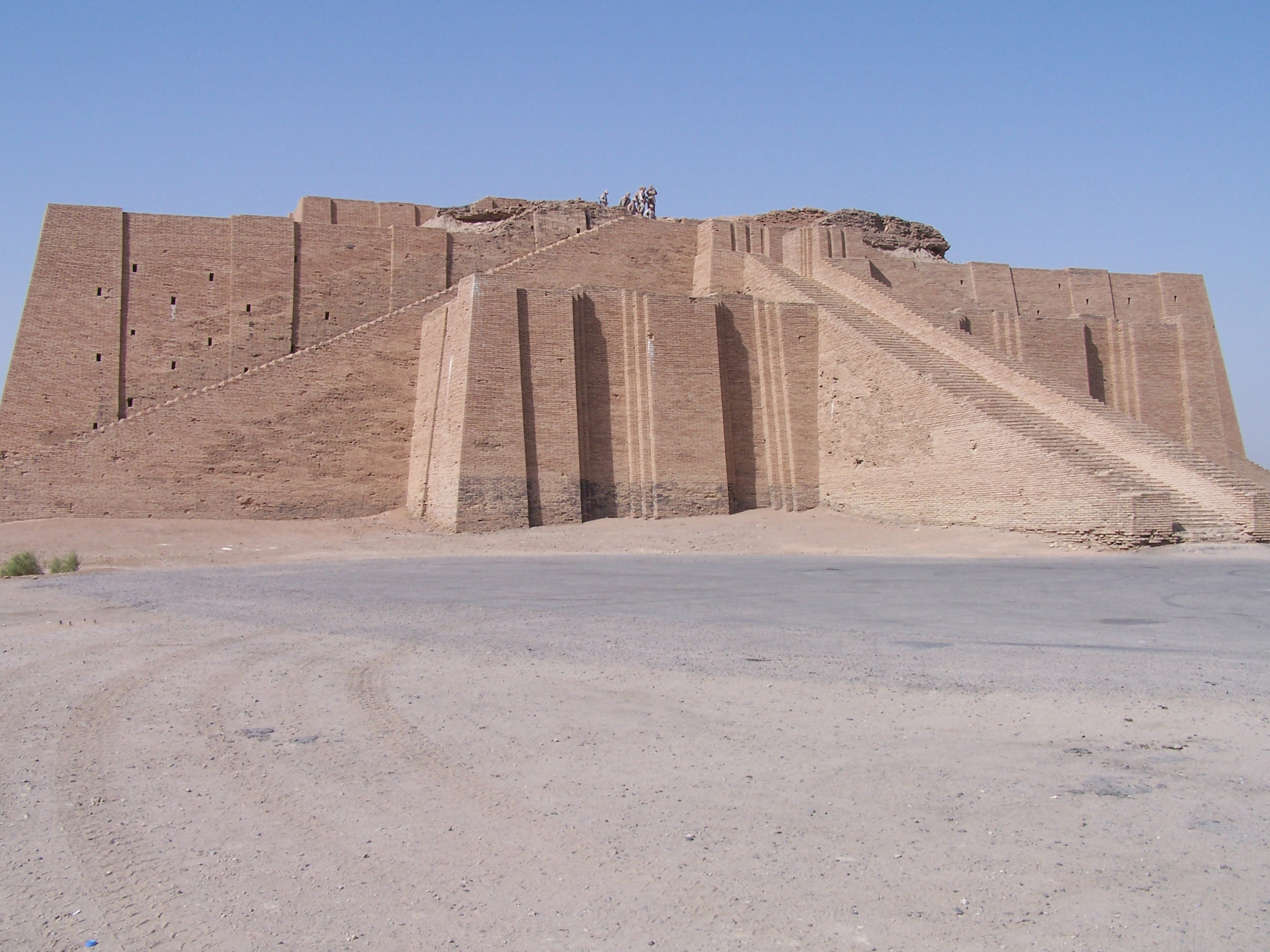
바벨론 우르의 지구라트

## 사진

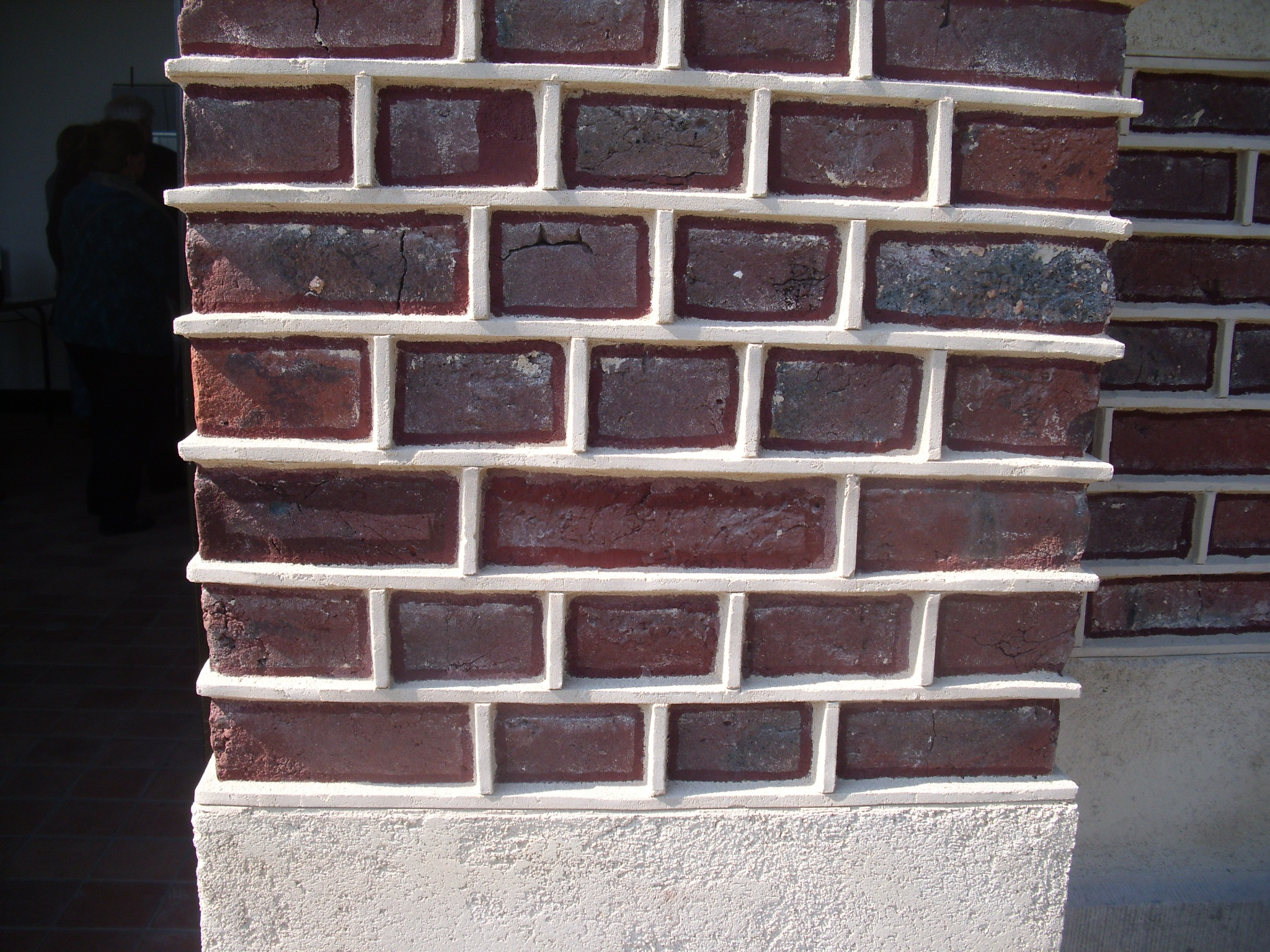
줄눈을 넣어 시공된 벽돌
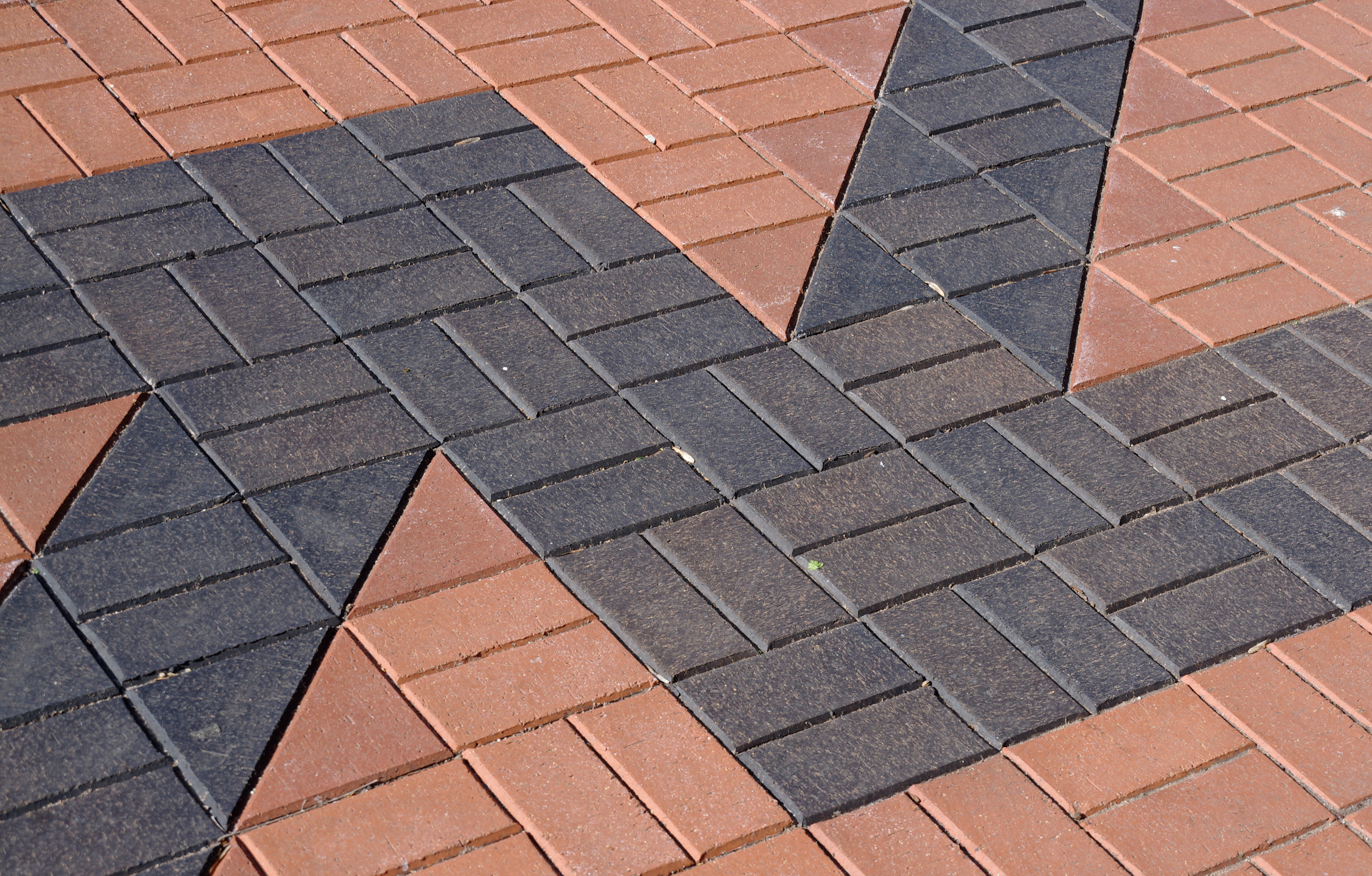
벽돌이 깔린 보도
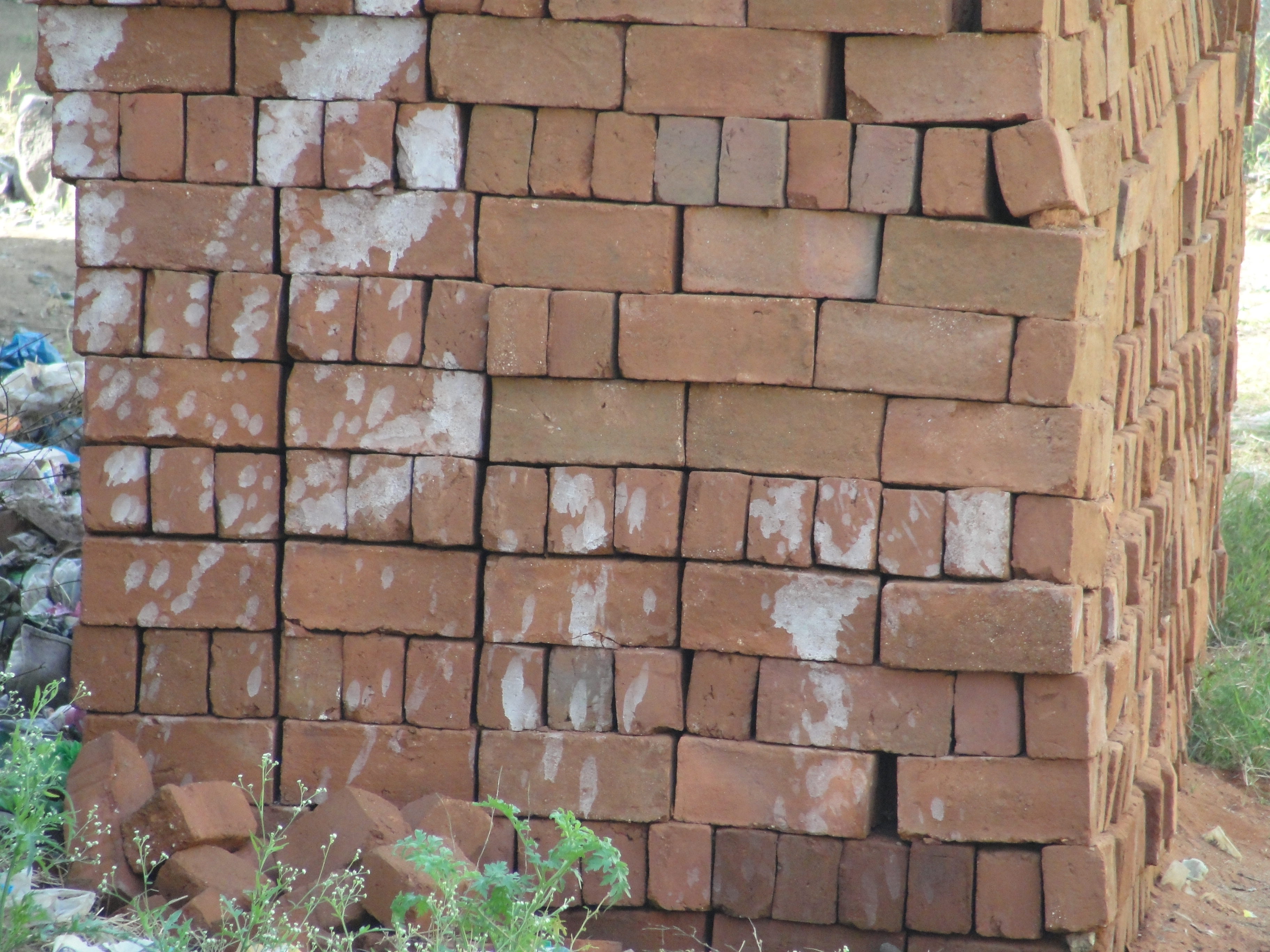
쌓여있는 벽돌
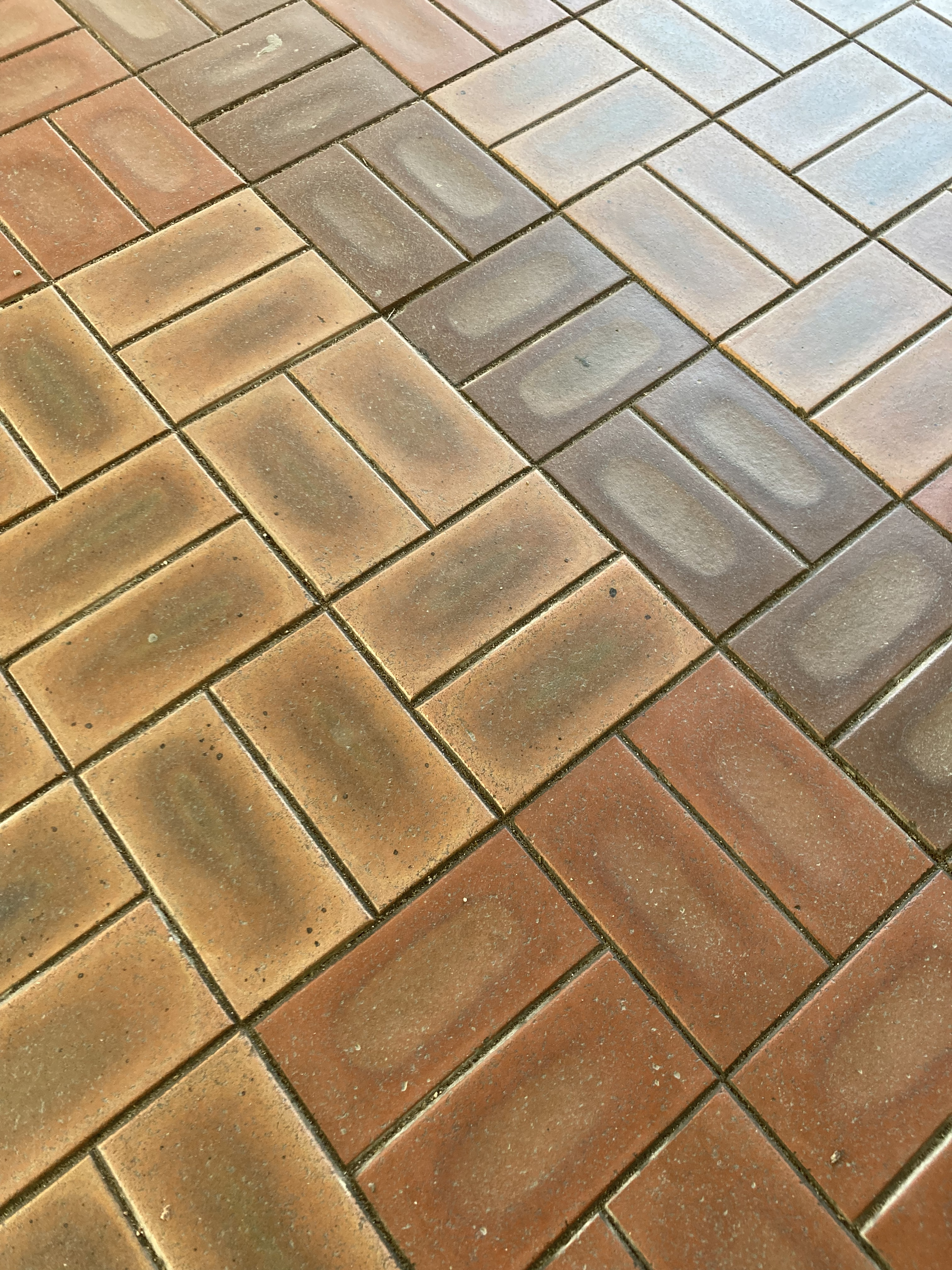
매끈하고 광이 나는 벽돌이 깔린 바닥

## 같이 보기
- 역청
- 지구라트

## 참고 자료
- 이 문서에는 다음커뮤니케이션(현 카카오)에서 GFDL 또는 CC-SA 라이선스로 배포한 글로벌 세계대백과사전의 내용을 기초로 작성된 글이 포함되어 있습니다.